# Tadashi Sugiyama
Tadashi Sugiyama (杉山 直 Sugiyama Tadashi, nacido el 15 de abril de 1959) es un diseñador y productor japonés de videojuegos que trabaja para Nintendo. Sugiyama se unió a la empresa en 1983 y fue uno de los jóvenes diseñadores originales del departamento creativo de Nintendo. Sugiyama contribuyó al diseño gráfico de varios juegos y colaboró con varios destacados miembros del personal de Nintendo, entre ellos el creador de la serie Mario Shigeru Miyamoto y el expresidente Satoru Iwata. Sugiyama trabajó originalmente como diseñador gráfico y artista de personajes en varios de los primeros títulos de Famicom. Una de sus primeras creaciones famosas fueron los diseños de Popo y Nana de Ice Climber. Sugiyama pasó a codirigir Zelda II: The Adventure of Link. Sugiyama también fue uno de los diseñadores centrales que trabajaron en los experimentos de Conectividad GBA-GCN de Miyamoto, la mayoría de los cuales nunca fueron publicados.

## Obras
- Ice Climber (1984) - Diseñador Gráfico
- Zelda II: The Adventure of Link (1987) - Director
- Yume Kōjō: Doki Doki Panic (1987) - Diseñador de juegos
- Super Mario Bros. 2 (1988) - Director Adjunto
- Pilotwings (1990) - Director
- Super Mario Kart (1992) - Director
- Mario Kart 64 (1996) - Director Artístico
- F-Zero X (1998) - Director
- F-Zero Xpansion Kit (2000) - Director
- Mario Kart: Super Circuit (2001) - Supervisor
- Luigi's Mansion (2001) - Director de Diseño
- The Legend of Zelda: The Wind Waker (2002) - Supervisor
- F-Zero GX (2003) - Especial agradecimiento
- Mario Kart: Double Dash!! (2003) - Productor
- Wii Fit (2007) - Productor
- Wii Fit Plus (2009) - Productor
- Steel Diver (2011) - Productor
- Star Fox 64 3D (2011) - Productor
- Wii Fit U (2013) - Productor
- Steel Diver: Sub Wars (2014) - Productor
- Star Fox Zero (2016) - Productor
- Star Fox Guard (2016) - Productor
- Tank Troopers (2016) - Productor

## Entrevistas
Iwata pregunta: Wii Fit - Entrevista del personal de desarrollo Archivado el 22 de junio de 2012 en Wayback Machine.